# Rękoczyn Burnsa-Marschalla
Rękoczyn Burnsa-Marshalla – jest to jedna z technik asystowania w porodzie miednicowym. Zadaniem położnika lub położnej jest unikanie zbyt szybkiego porodu główki w  taki sposób, aby dziecko dosłownie "wisiało" swoim własnym ciężarem, ułatwiając tym samym zstępowanie i zginanie główki. Przyjmuje się pozycję wyczekującą do momentu, gdy widać nasadę szyi oraz hypomochlion (granicę włosów), wtedy jedną ręką podtrzymuje się dziecko i unosi łukiem na brzuch mamy, a druga z rąk ochrania krocze w taki sposób, aby zapobiec gwałtownemu urodzeniu główki. Do urodzenia się ust dziecka należy starać się, aby główka rodziła się dość szybko i sprawnie, po tym czasie główka powinna rodzić się powoli.